# Produit vectoriel en dimension 7
En mathématiques, et plus précisément en algèbre linéaire, le produit vectoriel en dimension 7 est une loi de composition interne d'un espace euclidien à 7 dimensions, ayant certaines propriétés du produit vectoriel usuel (en dimension 3) ; on démontre d'ailleurs que de telles lois n'existent qu'en dimensions trois et sept.

## Exemple
Les principes sous-jacents à la construction du produit vectoriel en dimension 7 seront présentés dans la section suivante. Le premier exemple historique d'un tel produit vectoriel est donné dans la table ci-dessous, utilisant e1 à e7 comme vecteurs de base,. Cette table est une des 480 tables de multiplication indépendantes telles que chaque vecteur unitaire apparaisse une fois dans chaque ligne et dans chaque colonne. Ainsi, chaque vecteur apparait six fois dans la table, trois fois avec un signe + et trois fois avec un signe - à cause de l'antisymétrie autour des zéros de la diagonale. Par exemple, e1 = e2 × e3 =e4 × e5 = e7 × e6, et les entrées négatives correspondent aux produits vectoriels dans l'ordre opposé : -e1 = e3 × e2 =...
| Nombre      | 1 | 2 | 3 | 4 | 5  | 6  | 7  |
| Lettre      | i | j | k | l | il | jl | kl |
| Alternative | i | j | k | l | m  | n  | o  |

| ×  | e1  | e2  | e3  | e4  | e5  | e6  | e7  |
| -- | --- | --- | --- | --- | --- | --- | --- |
| e1 | 0   | e3  | −e2 | e5  | −e4 | −e7 | e6  |
| e2 | −e3 | 0   | e1  | e6  | e7  | −e4 | −e5 |
| e3 | e2  | −e1 | 0   | e7  | −e6 | e5  | −e4 |
| e4 | −e5 | −e6 | −e7 | 0   | e1  | e2  | e3  |
| e5 | e4  | −e7 | e6  | −e1 | 0   | −e3 | e2  |
| e6 | e7  | e4  | −e5 | −e2 | e3  | 0   | −e1 |
| e7 | −e6 | e5  | e4  | −e3 | −e2 | e1  | 0   |

La table donne les valeurs du produit du vecteur de gauche par le vecteur du haut (dans cet ordre) ; certaines entrées sont présentées sur fond gris pour mieux visualiser l'antisymétrie.
On peut la résumer par la relation
{\displaystyle \mathbf {e} _{i}\mathbf {\times } \mathbf {e} _{j}=\varepsilon _{ijk}\mathbf {e} _{k}\ ,}
où {\displaystyle \varepsilon _{ijk}} est un tenseur totalement antisymétrique, valant +1 lorsque ijk = 123, 145, 176, 246, 257, 347, 365. En isolant les facteurs amenant au vecteur unité e1, par exemple, on obtient la formule pour la première composante de x × y, c'est-à-dire que
{\displaystyle \left(\mathbf {x\times y} \right)_{1}=x_{2}y_{3}-x_{3}y_{2}+x_{4}y_{5}-x_{5}y_{4}+x_{7}y_{6}-x_{6}y_{7}=-\left(\mathbf {y\times x} \right)_{1}\ .}
Le coin 3 × 3 en haut à gauche de la table correspond à la table du produit vectoriel usuel en 3 dimensions. On peut aussi remarquer que l'orthogonalité de x×y avec x et y est une contrainte supplémentaire sur cette table. Cependant, en raison du grand nombre de tables de multiplication possibles, les résultats généraux concernant le produit vectoriel se démontrent plus aisément dans une formulation n'utilisant pas les coordonnées, comme on le verra ci-dessous.

## Définition
On appelle produit vectoriel sur un espace euclidien V une application bilinéaire notée ×, allant de V × V vers V, {\displaystyle (\mathbf {x} ,\mathbf {y} )\mapsto \mathbf {x} \times \mathbf {y} }, ayant les propriétés suivantes, :
{\displaystyle \mathbf {x} \cdot (\mathbf {x} \times \mathbf {y} )=(\mathbf {x} \times \mathbf {y} )\mathbf {\cdot y} =0}   (orthogonalité),
et :
{\displaystyle |\mathbf {x} \times \mathbf {y} |^{2}=|\mathbf {x} |^{2}|\mathbf {y} |^{2}-(\mathbf {x} \cdot \mathbf {y} )^{2}}   (relation entre les normes),
où (x·y) est le produit scalaire et |x| est la norme du vecteur x. Une formulation équivalente, utilisant l'angle θ entre les vecteurs, est :
{\displaystyle |\mathbf {x} \times \mathbf {y} |=|\mathbf {x} ||\mathbf {y} |\sin \theta ,}
ce qui est l'aire du parallélogramme (dans le plan de x et y) ayant les deux vecteurs pour côtés. Il est également possible de montrer que l'expression suivante est équivalente aux deux précédentes :
{\displaystyle |\mathbf {x} \times \mathbf {y} |=|\mathbf {x} ||\mathbf {y} |~{\mbox{si}}\ \left(\mathbf {x} \cdot \mathbf {y} \right)=0.}

## Conséquences de la définition
Étant données les trois propriétés de (i) bilinéarité, (ii) orthogonalité, et (iii) valeur de la norme, énoncées dans la section précédente, un produit vectoriel non trivial ne peut exister qu'en dimensions trois et sept,,. En fait, les propriétés précédentes ne peuvent être satisfaites qu'en dimension 0, 1, 3 ou 7. Comme en dimension 0 ou 1, tous les vecteurs sont colinéaires, le produit vectoriel est identiquement nul dans ce cas.
La restriction aux dimensions 0, 1, 3 et 7 est reliée à un théorème de Frobenius généralisé (ou de Hurwitz généralisé), qui affirme qu'une algèbre normée à division (en) unitaire réelle de dimension finie est nécessairement de dimension 1, 2, 4 ou 8. Le produit vectoriel est alors simplement le produit de l'algèbre, restreint aux 0, 1, 3, ou 7 dimensions "imaginaires".
Contrairement au cas tridimensionnel où le produit vectoriel est unique (au signe près), il y a de nombreux produits vectoriels distincts en sept dimensions. On peut ainsi remarquer qu'étant donné deux vecteurs (non colinéaires) x et y ∈ℝ7 et un vecteur v quelconque de norme |v| = |x||y| sinθ dans le sous-espace (à 5 dimensions) orthogonal au plan engendré par x et y, il est possible de construire un produit vectoriel tel que x × y = v.
Une autre différence entre les deux cas est qu'il y a, en dimension 7, de nombreux plans correspondant à la même direction pour le produit vectoriel de deux de leurs vecteurs : dans la table de multiplication précédente, on a vu ainsi que chaque produit apparaissait trois fois, correspondant à trois plans indépendants.
D'autres propriétés résultent de la définition, en particulier :
{\displaystyle \mathbf {x} \times \mathbf {y} =-\mathbf {y} \times \mathbf {x} }   (anticommutativité),
{\displaystyle \mathbf {x} \cdot (\mathbf {y} \times \mathbf {z} )=\mathbf {y} \cdot (\mathbf {z} \times \mathbf {x} )=\mathbf {z} \cdot (\mathbf {x} \times \mathbf {y} )}   (produit mixte),
{\displaystyle (\mathbf {x} \times \mathbf {y} )\times (\mathbf {x} \times \mathbf {z} )=((\mathbf {x} \times \mathbf {y} )\times \mathbf {z} )\times \mathbf {x} +((\mathbf {y} \times \mathbf {z} )\times \mathbf {x} )\times \mathbf {x} +((\mathbf {z} \times \mathbf {x} )\times \mathbf {x} )\times \mathbf {y} }   (identité de Malcev (en)).
{\displaystyle \mathbf {x} \times (\mathbf {x} \times \mathbf {y} )=-|\mathbf {x} |^{2}\mathbf {y} +(\mathbf {x} \cdot \mathbf {y} )\mathbf {x} .}
En revanche, certaines propriétés du cas tridimensionnel ne sont pas vérifiées en dimension 7, comme :
{\displaystyle \mathbf {x} \times (\mathbf {y} \times \mathbf {z} )=(\mathbf {x} \cdot \mathbf {z} )\mathbf {y} -(\mathbf {x} \cdot \mathbf {y} )\mathbf {z} }   (double produit vectoriel),
{\displaystyle \mathbf {x} \times (\mathbf {y} \times \mathbf {z} )+\mathbf {y} \times (\mathbf {z} \times \mathbf {x} )+\mathbf {z} \times (\mathbf {x} \times \mathbf {y} )=0}   (identité de Jacobi).

## Expression à l'aide des coordonnées
Pour définir un produit vectoriel particulier, il suffit de choisir une base orthonormée {ej} et une table de multiplication déterminant tous les produits {ei× ej}. Une telle table a été donnée dans la première section, mais elle n'est pas unique ; contrairement au cas tridimensionnel, chaque paire de vecteurs de la base est orthogonale aux cinq autres vecteurs, ce qui permet de nombreux choix de produits.
Une fois choisie une telle table, le calcul du produit de deux vecteurs quelconques x et y se fait en les exprimant comme somme de leurs composantes dans la base, et en développant x×y par bilinéarité.
| ×  | e1  | e2  | e3  | e4  | e5  | e6  | e7  |
| -- | --- | --- | --- | --- | --- | --- | --- |
| e1 | 0   | e4  | e7  | -e2 | e6  | −e5 | -e3 |
| e2 | −e4 | 0   | e5  | e1  | -e3 | e7  | −e6 |
| e3 | -e7 | −e5 | 0   | e6  | e2  | -e4 | e1  |
| e4 | e2  | −e1 | −e6 | 0   | e7  | e3  | -e5 |
| e5 | -e6 | e3  | -e2 | −e7 | 0   | e1  | e4  |
| e6 | e5  | -e7 | e4  | −e3 | -e1 | 0   | e2  |
| e7 | e3  | e6  | -e1 | e5  | −e4 | -e2 | 0   |

 Notant e1 à e7 les vecteurs de la base, voici un autre exemple d'une telle table, amenant à un produit vectoriel différent de celui de la première section, dû à Lounesto
{\displaystyle \mathbf {e} _{1}\times \mathbf {e} _{2}=\mathbf {e} _{4},\quad \mathbf {e} _{2}\times \mathbf {e} _{4}=\mathbf {e} _{1},\quad \mathbf {e} _{4}\times \mathbf {e} _{1}=\mathbf {e} _{2},}
{\displaystyle \mathbf {e} _{2}\times \mathbf {e} _{3}=\mathbf {e} _{5},\quad \mathbf {e} _{3}\times \mathbf {e} _{5}=\mathbf {e} _{2},\quad \mathbf {e} _{5}\times \mathbf {e} _{2}=\mathbf {e} _{3},} etc.
Cette règle peut s'écrire de façon plus compacte comme :
{\displaystyle \mathbf {e} _{i}\times \mathbf {e} _{i+1}=\mathbf {e} _{i+3}}
où les indices i sont pris modulo 7, en combinant cette formule avec les règles données précédemment : l'anticommutativité produit les trois diagonales centrales de la table, puis on trouve, par exemple
{\displaystyle \mathbf {e} _{i}\times \left(\mathbf {e} _{i}\times \mathbf {e} _{i+1}\right)=-\mathbf {e} _{i+1}=\mathbf {e} _{i}\times \mathbf {e} _{i+3}\ ;}
toute la table est ainsi construite de proche en proche.
Utilisant la bilinéarité, on en déduit une formule pour le cas général :
{\displaystyle {\begin{aligned}\mathbf {x} \times \mathbf {y} =(x_{2}y_{4}-x_{4}y_{2}+x_{3}y_{7}-x_{7}y_{3}+x_{5}y_{6}-x_{6}y_{5})\,&\mathbf {e} _{1}\\{}+(x_{3}y_{5}-x_{5}y_{3}+x_{4}y_{1}-x_{1}y_{4}+x_{6}y_{7}-x_{7}y_{6})\,&\mathbf {e} _{2}\\{}+(x_{4}y_{6}-x_{6}y_{4}+x_{5}y_{2}-x_{2}y_{5}+x_{7}y_{1}-x_{1}y_{7})\,&\mathbf {e} _{3}\\{}+(x_{5}y_{7}-x_{7}y_{5}+x_{6}y_{3}-x_{3}y_{6}+x_{1}y_{2}-x_{2}y_{1})\,&\mathbf {e} _{4}\\{}+(x_{6}y_{1}-x_{1}y_{6}+x_{7}y_{4}-x_{4}y_{7}+x_{2}y_{3}-x_{3}y_{2})\,&\mathbf {e} _{5}\\{}+(x_{7}y_{2}-x_{2}y_{7}+x_{1}y_{5}-x_{5}y_{1}+x_{3}y_{4}-x_{4}y_{3})\,&\mathbf {e} _{6}\\{}+(x_{1}y_{3}-x_{3}y_{1}+x_{2}y_{6}-x_{6}y_{2}+x_{4}y_{5}-x_{5}y_{4})\,&\mathbf {e} _{7}.\\\end{aligned}}}
L'opérateur x×– (l'application {\displaystyle \mathbf {y} \mapsto \mathbf {x} \times \mathbf {y} }) a donc pour matrice dans la base {ej} :
{\displaystyle T_{\mathbf {x} }={\begin{bmatrix}0&-x_{4}&-x_{7}&x_{2}&-x_{6}&x_{5}&x_{3}\\x_{4}&0&-x_{5}&-x_{1}&x_{3}&-x_{7}&x_{6}\\x_{7}&x_{5}&0&-x_{6}&-x_{2}&x_{4}&-x_{1}\\-x_{2}&x_{1}&x_{6}&0&-x_{7}&-x_{3}&x_{5}\\x_{6}&-x_{3}&x_{2}&x_{7}&0&-x_{1}&-x_{4}\\-x_{5}&x_{7}&-x_{4}&x_{3}&x_{1}&0&-x_{2}\\-x_{3}&-x_{6}&x_{1}&-x_{5}&x_{4}&x_{2}&0\end{bmatrix}}.}
et le produit vectoriel est alors donné par
{\displaystyle \mathbf {x} \times \mathbf {y} =T_{\mathbf {x} }(\mathbf {y} ).}

## Autres tables de multiplication

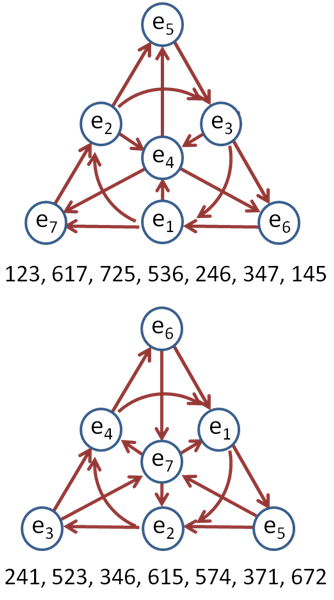
Les plans de Fano correspondant aux deux tables de multiplication de cet article.

Il y a de nombreuses autres tables de multiplication possibles, ; ces tables sont caractérisées par leur plan de Fano,, lesquels sont montrés ci-contre pour les deux tables qui ont été détaillées. Les nombres sous ces diagrammes (donnant la liste des 7 droites du plan) correspondent aux indices de sept produits indépendants, à interpréter comme ijk → ei × ej = ek. La table de multiplication complète s'obtient à partir du diagramme en suivant la "droite" reliant les deux points à multiplier (le cercle central est aussi une droite), le signe étant donné par les flèches. Par exemple, la première rangée de la formule précédente, donnant la composante en e1 du produit vectoriel, est obtenue en suivant les trois chemins connectés à e1 dans le second diagramme : le chemin circulaire e2 × e4, la diagonale e3 × e7, et le borde6 × e1 = e5, réarrangés en utilisant une des identités précédentes comme :
{\displaystyle \mathbf {e_{6}\times } \left(\mathbf {e_{6}\times e_{1}} \right)=-\mathbf {e_{1}} =\mathbf {e_{6}\times e_{5}} \ ,}
ou
{\displaystyle \mathbf {e_{5}\times e_{6}} =\mathbf {e_{1}} \ .}
On voit alors que les deux tables résultent du même diagramme de Fano, en renommant les vecteurs de la base, et en changeant le sens du vecteur représenté au centre. La question peut alors se poser de savoir s'il existe vraiment plusieurs produits vectoriels ; on fait généralement remarquer que les 480 tables possibles sont équivalentes (au sens où on obtient n'importe laquelle de ces tables par une permutation convenable des vecteurs de base), ce qui revient à dire que toutes les algèbres ainsi obtenues sont isomorphes.

## Utilisation de l'algèbre géométrique
Le produit peut aussi être calculé à l'aide de l'algèbre géométrique. On part du produit extérieur, qui construit un bivecteur à partir de deux vecteurs :
{\displaystyle \mathbf {B} =\mathbf {x} \wedge \mathbf {y} ={\frac {1}{2}}(\mathbf {xy} -\mathbf {yx} ).}
Cette application est bilinéaire et alternée, la norme est celle désirée, mais le résultat n'est pas un vecteur. Pour obtenir le produit vectoriel, il faut prendre le produit de ce bivecteur avec un trivecteur. En dimension 3, il n'y a (à un facteur scalaire près) qu'un seul trivecteur, le pseudoscalaire de l'espace, et le produit du bivecteur ci-dessus et d'un des deux trivecteurs unitaires donne le résultat vectoriel, dual du bivecteur.
Un calcul analogue peut être effectué en dimension 7, mais comme les trivecteurs forment alors un espace de dimension 35, de nombreux trivecteurs conviennent (cependant pas tous). Ainsi, le trivecteur donnant le même produit que celui dont on a fourni la représentation par coordonnées ci-dessus est
{\displaystyle \mathbf {v} =\mathbf {e} _{124}+\mathbf {e} _{235}+\mathbf {e} _{346}+\mathbf {e} _{457}+\mathbf {e} _{561}+\mathbf {e} _{672}+\mathbf {e} _{713}.}
Combiné avec le produit extérieur, on obtient le produit vectoriel
{\displaystyle \mathbf {x} \times \mathbf {y} =-(\mathbf {x} \wedge \mathbf {y} )\lrcorner \mathbf {v} }
où ⌋ est l’opérateur de contraction à gauche de l'algèbre géométrique,.

## Relation avec les octonions
Tout comme le produit vectoriel usuel en dimension 3 peut s'exprimer à l'aide des quaternions, le produit vectoriel en dimension 7 peut être exprimé en termes d'octonions. Identifiant R7 aux octonions imaginaires (le complément orthogonal de la droite des réels dans O), le produit vectoriel est donné (en utilisant la multiplication des octonions) par
{\displaystyle \mathbf {x} \times \mathbf {y} =\mathrm {Im} (\mathbf {xy} )={\frac {1}{2}}(\mathbf {xy} -\mathbf {yx} ).}
Réciproquement, soit V un espace euclidien de dimension 7 muni d'un produit vectoriel. On peut alors définir une multiplication bilinéaire sur R⊕V par :
{\displaystyle (a,\mathbf {x} )(b,\mathbf {y} )=(ab-\mathbf {x} \cdot \mathbf {y} ,a\mathbf {y} +b\mathbf {x} +\mathbf {x} \times \mathbf {y} ).}
et l'espace R⊕V muni de cette multiplication est isomorphe à l'algèbre des octonions.
Cette construction explique pourquoi le produit vectoriel ne peut exister qu'en dimensions trois et sept. Il est en effet toujours possible de définir comme précédemment une multiplication sur un espace ayant une dimension supplémentaire, et l'on montre que l'algèbre ainsi obtenue est une algèbre normée à division (en). D'après le théorème de Frobenius généralisé (aussi appelé théorème d'Hurwitz), ces algèbres n'existent qu'en dimension 1, 2, 4 ou 8 ; les produits vectoriels correspondant aux dimensions 1 et 2 sont triviaux, d'où le résultat,.
Le fait qu'en dimension 7, le produit vectoriel ne satisfasse pas l'identité de Jacobi est dû à la non-associativité des octonions. En fait,
{\displaystyle \mathbf {x} \times (\mathbf {y} \times \mathbf {z} )+\mathbf {y} \times (\mathbf {z} \times \mathbf {x} )+\mathbf {z} \times (\mathbf {x} \times \mathbf {y} )=-{\frac {3}{2}}[\mathbf {x} ,\mathbf {y} ,\mathbf {z} ]}
où [x, y, z] est l'associateur.

## Rotations
En trois dimensions, le produit vectoriel est invariant par les rotations du groupe SO(3), c'est-à-dire que si r est une rotation, r(x) × r(y) = r(x × y). Ce résultat ne se généralise pas à la dimension 7 ; le produit vectoriel n'est pas invariant par les rotations du groupe SO(7). Il n'est invariant que par les rotations du sous-groupe G2, un des groupes de Lie exceptionnels,.

## Généralisations
Les produits vectoriels binaires n'existent qu'en dimension 3 et 7. Mais si l'on s'intéresse à des produits de familles de plus de deux vecteurs, il apparait de nouvelles possibilités, Comme dans le cas binaire, on veut que le résultat du produit soit un vecteur, et que le produit soit une application multilinéaire alternée. De plus, on veut que ce vecteur soit orthogonal à chaque vecteur de la famille, et que sa norme soit le volume du parallélotope formé par ces vecteurs, lequel peut être calculé à l'aide du déterminant de Gram. Ainsi :
{\displaystyle \left(\mathbf {a_{1}\times \ \cdots \ \times a_{k}} \right)\mathbf {\cdot a_{j}} =0} (orthogonalité)
{\displaystyle |\mathbf {a_{1}\times \ \cdots \ \times a_{k}} |^{2}=\det(\mathbf {a_{i}\cdot a_{j}} )={\begin{vmatrix}\mathbf {a_{1}\cdot a_{1}} &\mathbf {a_{1}\cdot a_{2}} &\dots &\mathbf {a_{1}\cdot a_{k}} \\\mathbf {a_{2}\cdot a_{1}} &\mathbf {a_{2}\cdot a_{2}} &\dots &\mathbf {a_{2}\cdot a_{k}} \\\dots &\dots &\dots &\dots \\\mathbf {a_{k}\cdot a_{1}} &\mathbf {a_{k}\cdot a_{2}} &\dots &\mathbf {a_{k}\cdot a_{k}} \\\end{vmatrix}}} (déterminant de Gram)
Le déterminant de Gram est le carré du volume du parallélotope ayant a1, ..., ak comme côtés ; dans le cas de deux vecteurs x et y, on retrouve la condition donnée précédemment :
{\displaystyle |\mathbf {x} \times \mathbf {y} |^{2}={\begin{vmatrix}\mathbf {x\cdot x} &\mathbf {x\cdot y} \\\mathbf {y\cdot x} &\mathbf {y\cdot y} \\\end{vmatrix}}=|\mathbf {x} |^{2}|\mathbf {y} |^{2}-(\mathbf {x} \cdot \mathbf {y} )^{2}}.
Avec ces conditions, les seuls cas possibles de produit vectoriel non trivial sont :
- le produit binaire des dimensions 3 et 7
- un produit de n - 1 vecteurs en dimension n > 3
- un produit de trois vecteurs en dimension 8.

Le produit de n - 1 vecteurs en dimension n est le dual de Hodge du produit extérieur des n - 1 vecteurs. Une version du produit de trois vecteurs en dimension 8 est donnée par
{\displaystyle \mathbf {a} \times \mathbf {b} \times \mathbf {c} =(\mathbf {a} \wedge \mathbf {b} \wedge \mathbf {c} )\lrcorner (\mathbf {w} -\mathbf {ve} _{8})}
où v est le même trivecteur que celui utilisé en dimension 7, ⌋ est encore la contraction à gauche, et w =-ve12...7 est un 4-vecteur.